# Liste der Staatsoberhäupter 296
Übersicht
◄◄ | ◄ | 292 | 293 | 294 | 295 | Liste der Staatsoberhäupter 296 | 297 | 298 | 299 | 300 | ► | ►►

Weitere Ereignisse

## Afrika
- Aksumitisches Reich
  - König: Endubis (ca. 270–ca. 300)

## Asien
- Armenien
  - König: Trdat III. (293–330)

- China
  - Kaiser: Jin Huidi (290–306)

- Iberien (Kartlien)
  - König: Mirian III. (284–361)

- Indien
  - Vakataka
    - König: Pravarasena I. (284–344)

- Japan (Legendäre Kaiser)
  - Kaiser: Ōjin (270–310)

- Korea
  - Baekje
    - König: Chaekgye (286–298)

  - Gaya
    - König: Geojilmi (291–346)

  - Goguryeo
    - König: Bongsang (292–300)

  - Silla
    - König: Yurye (284–298)

- Sassanidenreich
  - Schah (Großkönig): Narseh (293–302)

## Europa
- Bosporanisches Reich
  - König: Thothorses (285/286–308/309)

- Römisches Reich
  - Kaiser der Tetrarchie: Diokletian (284–305)
  - Kaiser der Tetrarchie: Maximian (286–305)
  - Kaiser der Tetrarchie: Constantius I. (293–306)
  - Kaiser der Tetrarchie: Galerius (293–311)
    - Konsul: Diokletian (296)
    - Konsul: Constantius I. (296)